# Marie Yamaguchi
Marie Yamaguchi (22 de outubro de 1989) é um jogadora de rugby sevens japonesa.

## Carreira
Marie YamaguchiMifuyu Koide integrou o elenco da Seleção Japonesa de Rugbi de Sevens Feminino, na Rio 2016, que foi 10º colocada.